# Де Тони, Мануэль
Мануэль Де Тони (итал. Manuel De Toni, родился 10 января 1979 в Фельтре) — итальянский хоккеист, нападающий и капитан клуба «Аллеге» и сборной Италии.

## Карьера

### Клубная
Бессменный игрок клуба «Аллеге» с 1994 года, с сезона 2011/2012 капитан команды.

### В сборной
В сборной Италии с 1999 года, участник Олимпийских игр 2006 года. Со сборной побеждал на первенствах мира Первого дивизиона в 2009 и 2011 годах.